# Mademoiselle Piccolo

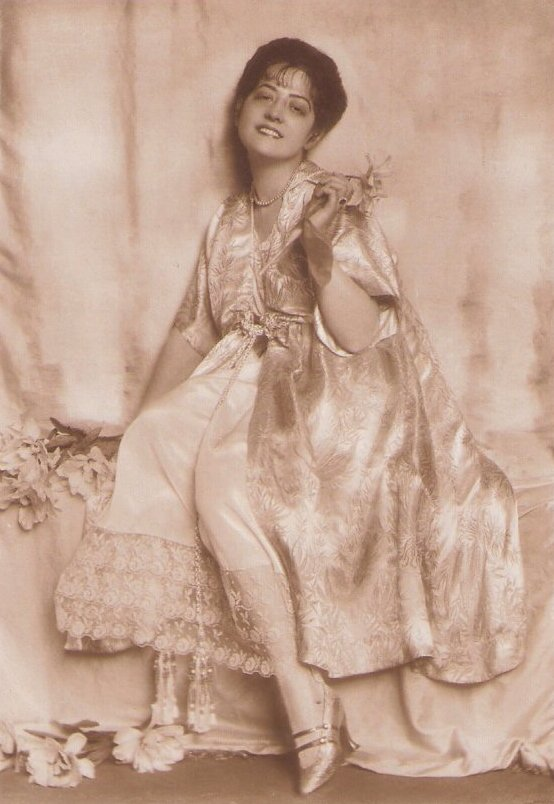
Dorrit Weixler en 1915. Photographie de Karl Schenker.

Mademoiselle Piccolo  (titre original : Fräulein Piccolo) est un film allemand muet réalisé par Franz Hofer, sorti en 1915. Ce film est visible sur Filmportal.de.

## Synopsis
La femme de chambre d'un hôtel s'étant enfuie avec le piccolo, la fille du propriétaire doit se déguiser pour les remplacer. Tout se corse quand elle tombe amoureuse d'un client de l'hôtel, un militaire.

## Fiche technique
- Titre original: Fräulein Piccolo
- Titre français : Mademoiselle Piccolo
- Réalisation : Franz Hofer
- Scénario : Franz Hofer
- Directeur de la photographie : Gotthardt Wolf (en)
- Décorateur : Fritz Kraenke (en)
- Pays d'origine :  Empire allemand
- Producteur : Max Maschke (de)
- Sociétés de production : Luna-Film
- Longueur : 1 017 mètres, 37 minutes
- Format : Noir et blanc - Muet
- Genre : Comédie
- Date de sortie :
  - Suisse : 2 juin 1915
- Censure : Interdit totalement le 5 juin 1915, interdit aux mineurs le 11 décembre 1918 et le 24 août 1921[3],[4]

## Distribution
- Dorrit Weixler : Fräulein Piccolo
- Franz Schwaiger (de) : Lieutnant Clairon
- Alice Hechy (en)
- Ernst Lubitsch
- Max Lehmann
- Martin Wolff
- Karl Harbacher
- Helene Voß
- Grete Weixler

## Accueil
- « Bien avant Victor und Viktoria (Reinhold Schünzel, 1933), Fräulein Piccolo est une brillante comédie du travestissement, genre très populaire en Allemagne dont l’irrésistible Ich möchte kein Mann sein (Lubitsch 1918 avec Ossi Oswalda) et Komtesse Doddy (en) (Jacoby 1919 avec Pola Negri) fournissent d’autres exemples. » À voir à lire